# Panavia Aircraft GmbH

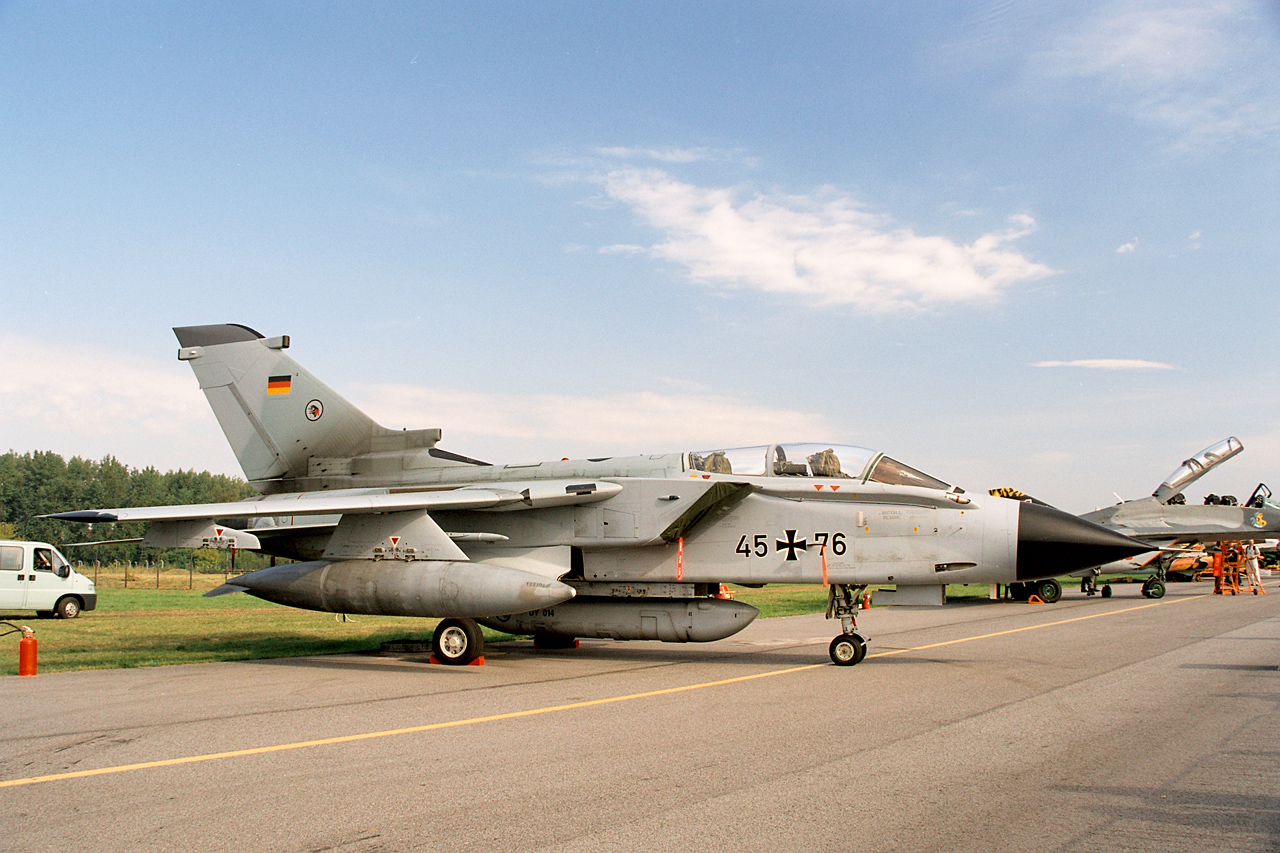
Panavia Tornado alemán.

Panavia Aircraft es una compañía multinacional fundada por los tres países europeos participantes en el proyecto para el avión de combate polivalente Tornado: Alemania, Italia y Reino Unido. La compañía tiene su sede en Alemania.
Con un acuerdo similar, el desarrollo de los motores del Tornado está gestionado por la multinacional Turbo Union Ltd. con sede en el Reino Unido.
La agencia de la OTAN NATO Multirole Combat Aircraft Development and Production Management Agency (NAMMA) se estableció para gestionar el desarrollo y producción del Tornado.
El modelo de gestión del Tornado fue adoptado para el desarrollo del Avión de Caza Europeo, actualmente en producción con el nombre de Eurofighter Typhoon. La NAMMA fue remplazada por la NATO Eurofighter and Tornado Management Agency (NETMA), que es el comprador del sistema Eurofighter y continúa el desarrollo del Tornado.

## Accionariado
La propiedad de Panavia está repartida entre:
- 15% Alenia Aeronautica S.p.A. (hoy Leonardo Divisiòn de Aviònes)
- 42.5% BAE Systems plc
- 42.5% EADS Deutschland GmbH

- Datos: Q571429
- Multimedia: Panavia Aircraft GmbH / Q571429